# ホーンレット

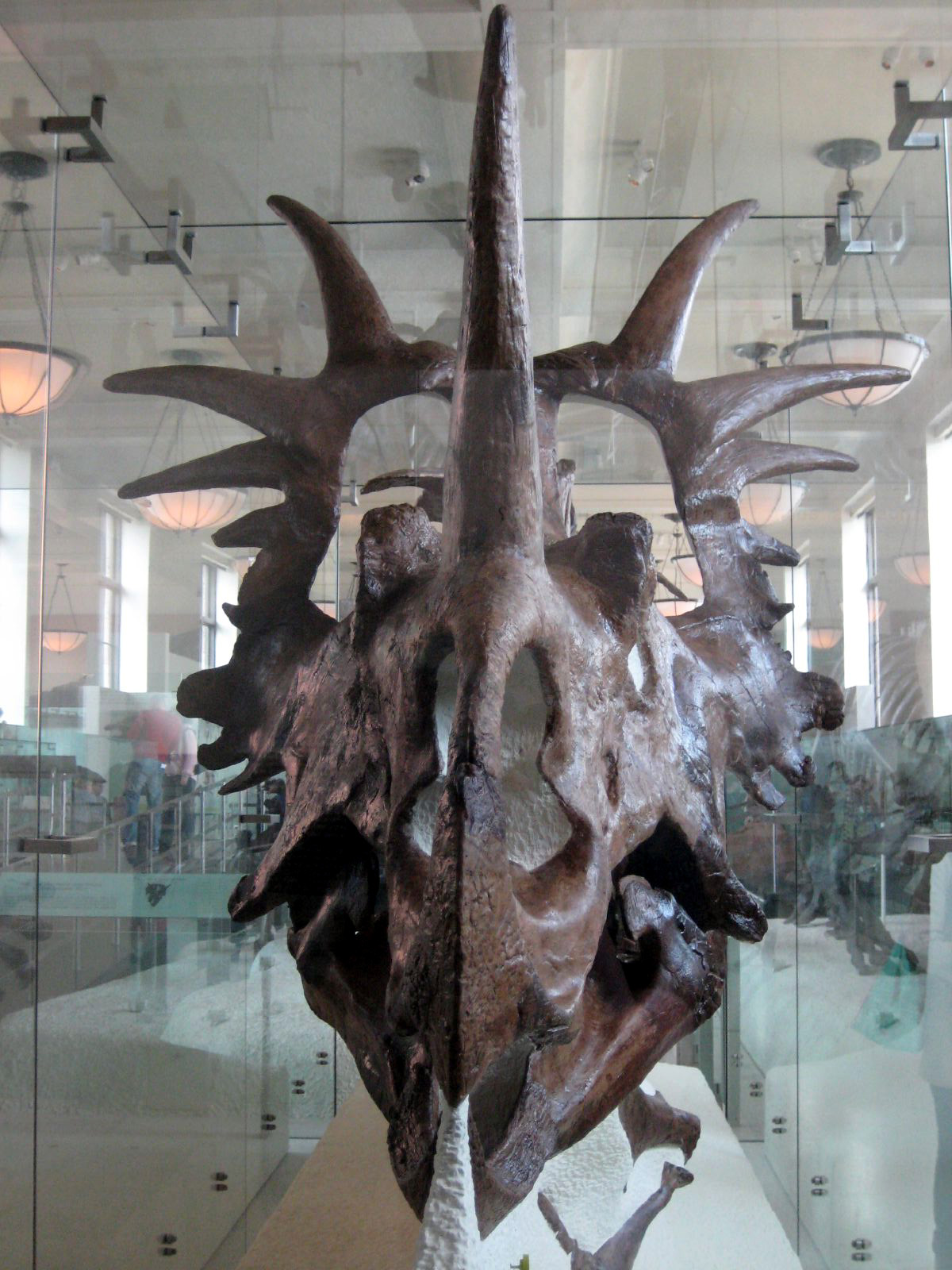
アメリカ自然史博物館所蔵のスティラコサウルス・アルベルテンシスの頭骨。よく発達したホーンレットが見られる

ホーンレット（英：hornlets）は、いくつかの周飾頭類の恐竜の後頭部に備わった骨質のトゲ状の装飾。特にセントロサウルス亜科のケラトプス類のフリルの周りで著しく発達する。
用途は角竜のフリル同様、威嚇やディスプレイなど複数の説があるが、よくわかっていない。